# Chantraine
Chantraine ist eine französische Gemeinde mit 3201 Einwohnern (Stand 1. Januar 2022) im Département Vosges in der Region Grand Est (bis 2015 Lothringen). Sie gehört zum Arrondissement Épinal, zum Kanton Épinal-1 und zum Gemeindeverband Agglomération d’Épinal.

## Geografie
Die Gemeinde Chantraine grenzt unmittelbar südwestlich an die Stadt Épinal und bildet mit Épinal und Golbey ein geschlossenes Siedlungsbild. Im Südosten reicht das Gemeindegebiet auf wenige Meter an die Mosel heran, der Westen und Süden des Gemeindeareals besteht aus Wald (Forêt du Ban d’Uxegney).

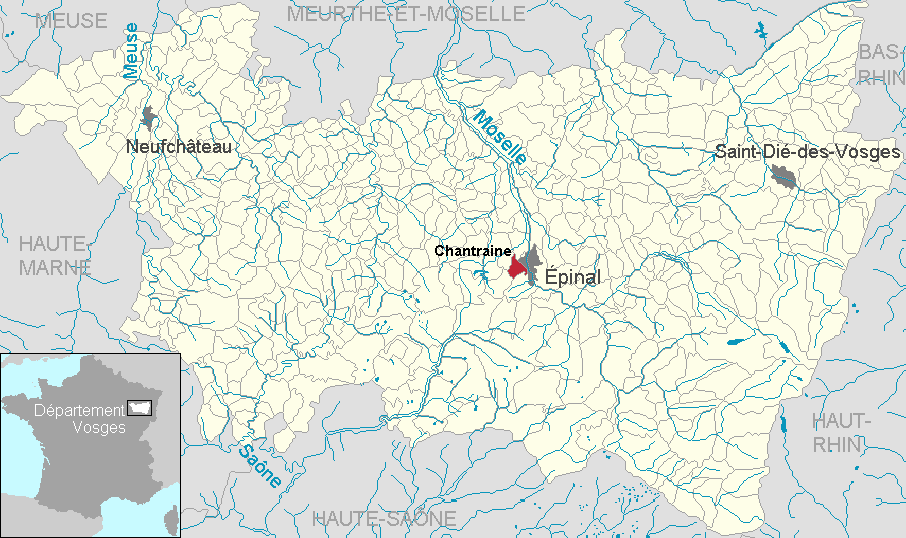
Lage der Gemeinde Chantraine im Département Vosges

Nachbargemeinden von Chantraine sind Golbey im Norden, Épinal im Osten und Süden, Renauvoid im Südwesten sowie Les Forges im Westen.

## Geschichte
Die Gemeinde entstand 1892 durch die Loslösung von Les Forges. Damals war Chantraine ein Bauerndorf. Der Grundstein der katholischen Kirche „Saint-Pierre-Fourier“ wurde 1898 gelegt.

### Bevölkerungsentwicklung
| Jahr      | 1962 | 1968 | 1975 | 1982 | 1990 | 1999 | 2007 | 2017 |
| Einwohner | 2992 | 2998 | 3083 | 2972 | 2843 | 3052 | 3029 | 3212 |

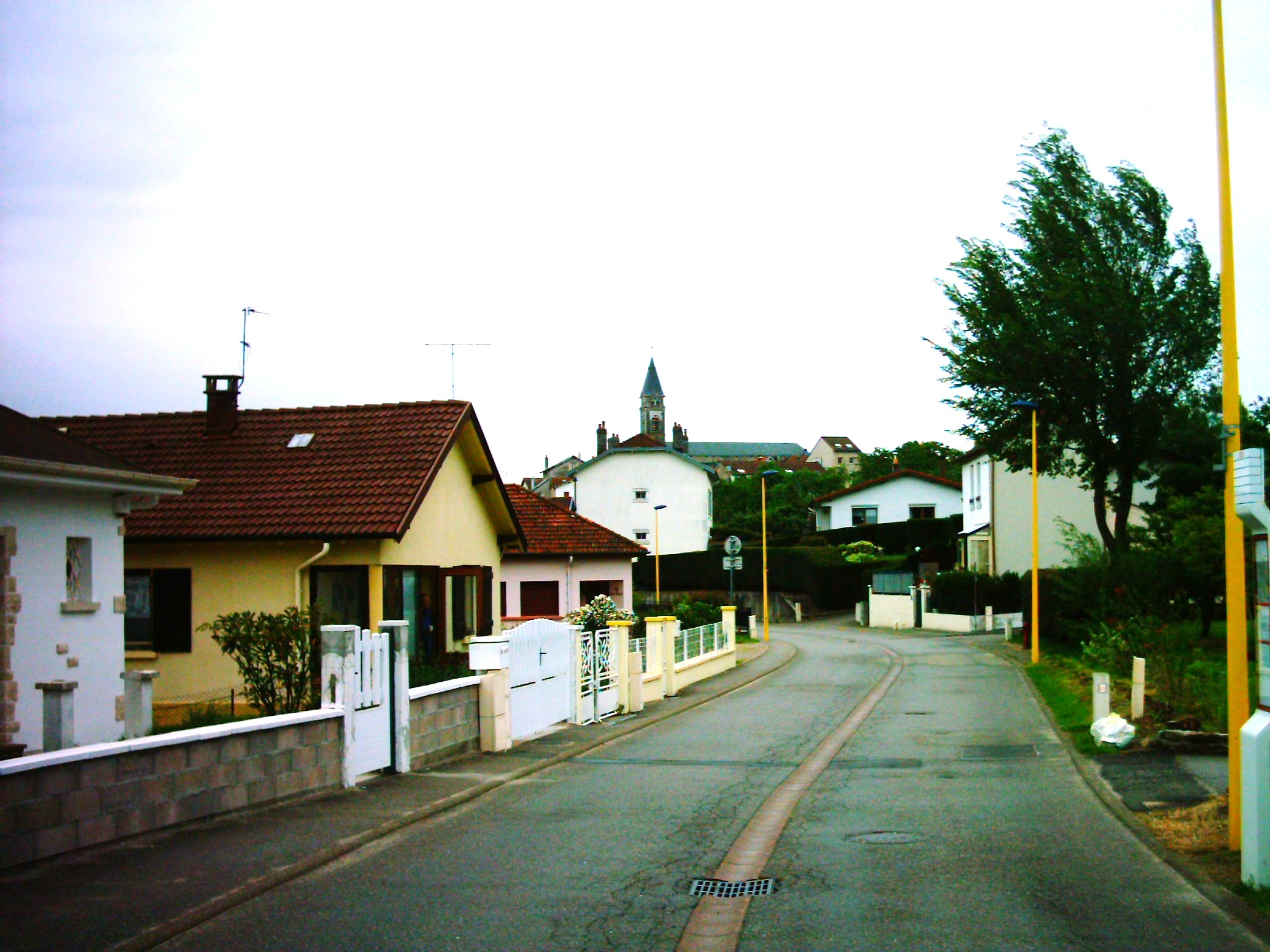
Ortskern
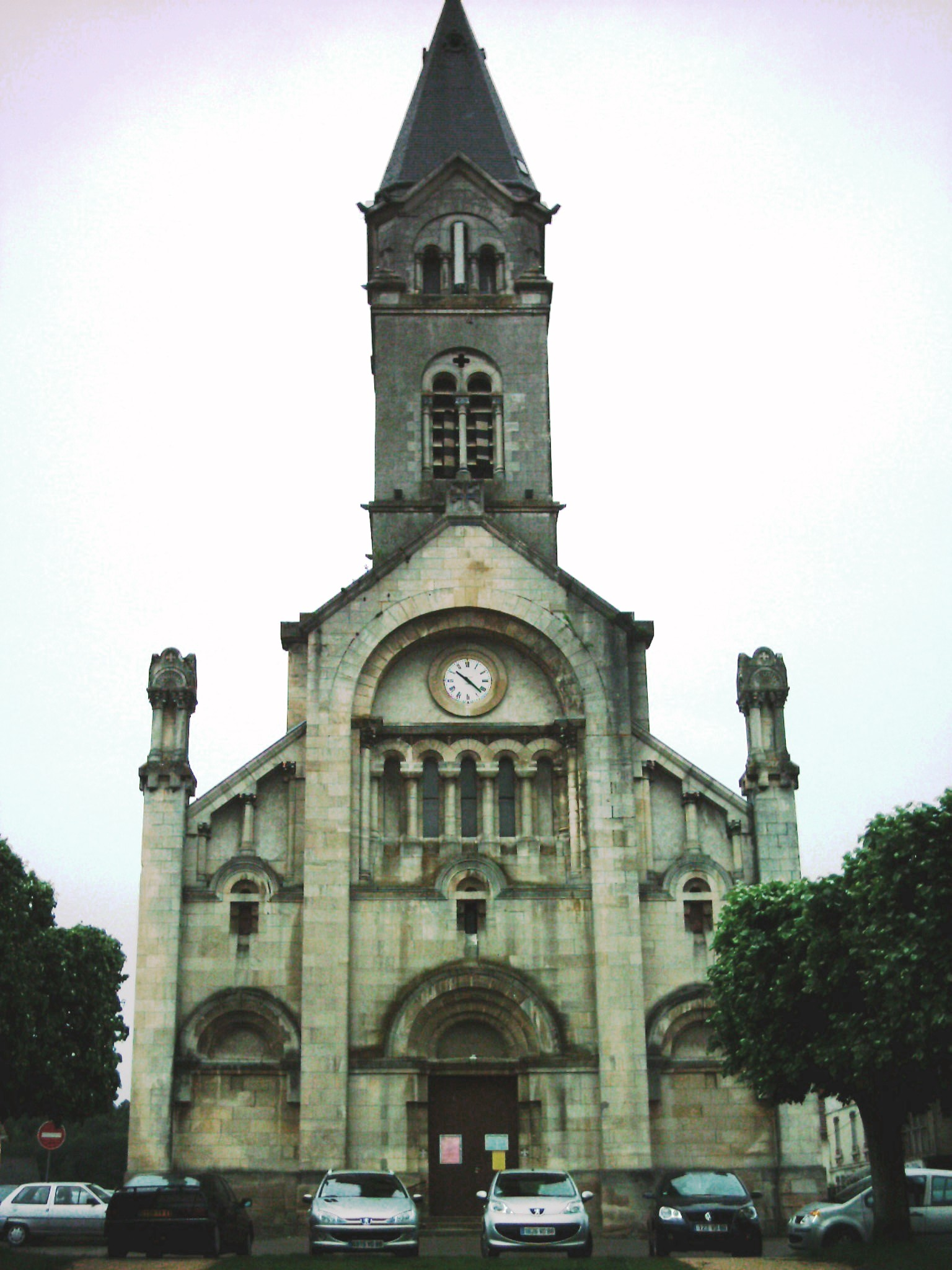
Kirche Saint-Pierre-Fourier

## Gemeindepartnerschaft
Chantraine unterhält eine Partnerschaft mit Cantarana in Italien.

## Sonstiges
Chantraine ist mit einem „@“ als Ville Internet (‚Internetstadt‘) eingestuft. Die „@s“ werden an Städte vergeben, die den Ausbau und die Nutzung des Internets fördern, wobei maximal fünf @s vergeben werden.

## Belege
1. ↑  Ville de Chantraine. In: Annuaire-Mairie.fr. Abgerufen am 16. August 2010 (französisch).